# كثرة الخلايا البدينة
كثرة الخلايا البدينة أو (بالإنجليزية: Systemic mastocytosis)‏ هي مجموعة من الاضطرابات النادرة من الأطفال والبالغين على حد سواء بسبب وجود عدد كبير جدا من ليالي الخلية البدينة (زوائد الجلد) والخلايا البدينة السلائف + CD34 في جسم الشخص.

## الفيزيولوجيا المرضية
ق تقع هي الخلايا البدينة في النسيج الضام، بما في ذلك الجلد، وبطانة المعدة والأمعاء، وغيرها من المواقع. وهي تؤدي دورا مهما في مساعدة الدفاع عن هذه الأنسجة من المرض. عن طريق الإفراج عن المواد الكيميائية «الإنذارات» مثل الهيستامين، الخلايا البدنية جذب اللاعبين الرئيسيين الآخرين في نظام الدفاع في مأمن من المناطق من الجسم عند الحاجة وجودهم.
الخلايا البدنية ويبدو أن الأدوار الأخرى كذلك. لأنهم يجتمعون معا حول الجرح ثانية، قد الخلايا البدنية تلعب دورا في التئام الجروح. على سبيل المثال، نموذجية شعر الحكة حول سبب قد يكون الشفاء جرب من قبل الهستامين التي تفرز من الخلايا البدينة. يعتقد الباحثون أيضا الخلايا البدنية قد يكون لها دور في نمو ق الأوعية الدموية (الأوعية الدموية). قليلة جدا أو لا الصاري الخلايا لم يتم العثور على واحد مع، الذي يشير إلى أن بعض العلماء أننا قد لا تكون قادرة على البقاء مع الخلايا البدنية قليلة جدا.
الخلايا البدنية التعبير عن مستقبلات سطح الخلية يسمى ج كيت  (CD117)، والذي هو مستقبل لصندوق إنقاذ الطفولة (الجذعية عامل الخلية). في الدراسات المختبرية، وصندوق إنقاذ الطفولة ويبدو أن المهم بالنسبة للانتشار الخلايا البدنية. طفرات إلى عدة مستقبلات ج تؤدي إلى تحفيز غير المتحكم فيه للمستقبل هو السبب لهذا المرض. والتيروزين كيناز imatinib مع مستقبلات (أنظر أدناه) قد تقلل من أعراض تثبيط من كثرة الخلايا البدينة.

## تصنيف المرض
يمكن أن كثرة الخلايا البدينة تحدث في مجموعة متنوعة من الأشكال.
- معظم الحالات الجلدية (تقتصر على الجلد فقط). وهناك أشكال عدة من كثرة الخلايا البدينة الجلدية. ودعا المشترك هو الأكثر الشرى الصباغي (متابعة). ومن أكثر شيوعا عند الأطفال. توسع الشعيرات البقعي الطفحي الدائم (TMEP) هو شكل من النادر جدا أن كثرة الخلايا البدينة جلدي يصيب البالغين.
- كثرة مجموعية ينطوي على الأعضاء الداخلية، وعادة ما تشمل، بالإضافة إلى الجلد. جمع الخلايا البدنية في الأنسجة المختلفة، ويمكن أن تؤثر على أجهزة مثل الكبد والطحال [[عقدة لمفاوية|وعقدة اللمفاوية]]ونخاع العظام.
- وهناك أنواع أخرى من مرض الخلية البدينة ما يلي :
  - أبيضاض الخلايا البدينة
  - الخلايا البدينة ساركومة

## احتياجات كوفمان المجتعية
العلماء وصف لأول مرة في عام 1869 الشرى الصباغي. وذكرت وكثرة الخلايا البدينة الجهازية الأول من قبل العلماء في عام 1936.

## الأعراض
عندما العديد من الخلايا البدنية أيضا موجودة في جسم الشخص والخضوع زوال الحبيبات، المواد الكيميائية الإضافية التي يمكن ان يسبب عددا من الأعراض التي يمكن أن تختلف مع مرور الوقت ويمكن أن تتراوح في شدتها من خفيفة إلى حادة. لأن الخلايا البدينة تلعب دورا في أمراض الحساسية، وأعراض كثرة الخلايا البدينة وغالبا ما تكون مشابهة لأعراض الحساسية. ويمكن أن تشمل، ولكنها لا تقتصر على :
- الإعياء.
- الآفات الجلدية (الشرى الصباغي) وحكة جي
- البطن الانزعاج
- الغثيان والقيء
- الإسهال
- الغذاء والتعصب والمخدرات
- الشمية التعصب
- الالتهابات (التهاب القصبات، التهاب الأنف، والتهاب الملتحمة)
- الأذن / الأنف / التهاب الحلق
- تأق (صدمة من أسباب المناعة أو الحساسية)
- حلقات ضغط الدم منخفضة جدا (بما في ذلك صدمة)، والضعف}
- العظم أو آلام في العضلات
- انخفاض كثافة العظام
- الصداع || ألم بالرأس
- العين عدم الراحة
- سوء الامتصاص

## التشخيص
ويمكن للأطباء تشخيص الشرى الصباغي (كثرة الخلايا البدينة الجلدية، انظر أعلاه) من خلال رؤية الآفات التي هي سمة البني الغامق والثابتة. صغيرة (عينة الجلد خزعة) يجوز للمساعدة في التأكد من التشخيص.
بأخذ خزعة من هيئة مختلفة، مثل نخاع العظام، تشخيص الطبيب يمكن أن ' كثرة الخلايا البدينة الجهازية. باستخدام تقنيات خاصة على عينة نخاع العظام، والطبيب بالبحث عن زيادة في الخلايا البدنية. علامة أخرى على هذا الاضطراب هي مستويات عالية من المواد الكيميائية سارية خلايا معينة، والبروتينات في دم الشخص، وأحيانا في بولالبول.

## معدل انتشار داء كرون
ليس هناك من هو متأكد من كيفية العديد من الناس أي نوع من كثرة الخلايا البدينة، ولكن كثرة الخلايا البدينة عموما قد اعتبرت أن يكون مرض «اليتيمة» (الأمراض اليتيمة تؤثر 200000 أو أقل من الناس في الولايات المتحدة). كثرة الخلايا البدينة، ومع ذلك، قد تكون في كثير من الأحيان تشخص خطأ، لا سيما وأنه يحدث عادة الثانوية لشرط آخر، وبالتالي قد تحدث بشكل متكرر أكثر مما هو مفترض.

## العلاج
لا يوجد حاليا أي علاج لكثرة الخلايا البدينة. ومع ذلك، هناك عدد من الأدوية للمساعدة في علاج أعراض كثرة الخلايا البدينة :
- مضادات مستقبلات ق كتلة المستهدفة من قبل الهستامين أطلق سراحهم من الخلايا البدنية. كلاهما قد حاصرات H1 وH2 تكون مفيدة.
- الخصوم Leukotriene كتلة المستقبلات التي تستهدفها leukotrienes أطلق سراحهم من الخلايا البدنية.
- الصاري استقرار الخلية ق تساعد في منع الخلايا البدنية من الإفراج عن محتويات الكيميائية. كرومولين الصوديوم عن طريق الفم محلول (Gastrocrom / كروموغليكات) هو الدواء الوحيد المعتمد على وجه التحديد من قبل إدارة الاغذية والعقاقير الأمريكية لعلاج كثرة الخلايا البدينة. Ketotifen يتوفر في كندا وأوروبا، ولكن يتوفر فقط في الولايات المتحدة وقطرات العين (Zaditor).
- مثبطات مضخة البروتون ق مساعدة في الحد من إنتاج حمض المعدة، والتي تزداد في كثير من الأحيان المرضى الذين يعانون من كثرة الخلايا البدينة. يمكن زيادة حمض المعدة يضر المعدة والمريء والأمعاء الدقيقة.
- ادرينالين يضيق الأوعية الدموية ويفتح الخطوط الجوية للحفاظ على تداول الكافية والتهوية المفرطة عند زوال الحبيبات الخلية البدينة تسبب تأقالحساسية المفرطة.
- ألبوتيرول وغيرها من بيتا 2 ناهضات فتح الخطوط الجوية يمكن أن يحد في وجود الهستامين.
- استخدام الكورتيزون يمكن موضعيا، استنشاق، أو بشكل منتظم لتخفيف الالتهاب المرتبطة كثرة الخلايا البدينة.
- ق المضادة للاكتئاب، وغالبا ما تشكل أداة هامة يغفل في علاج كثرة الخلايا البدينة. الإجهاد البدني وعدم الراحة من أي مرض مزمن قد وزيادة احتمال وجود مريض الاكتئاب النامية. الأعراض العصبية لاحظ تم كانوا يعانون من الاكتئاب وغيرها في كثرة الخلايا البدينة. بعض مضادات الاكتئاب مثل دوكسيبين هم أنفسهم مضادات قوية، ويمكن أن تساعد في تخفيف فضلا عن الأعراض الجسدية المعرفية.
- Dihydropyridines هي قناة ليالي مانع الكالسيوم التي تستخدم أحيانا لعلاج فرط ضغط الدمارتفاع ضغط الدم. واحدة على الأقل السريرية واقترح دراسة في أن نيفيديبين، واحدة من dihydropyridines، قد يقلل من زوال الحبيبات الصاري خلية في المرضى الذين الشرى الصباغي المعرض. دراسة عام 1984 على يد وآخرون إلى حد ما القاعدة. وشملت المريض مع أعراض الشرى الصباغي الذين استجابوا لنيفيديبين في جرعة من 10 ملغ ب الدار.[2] ومع ذلك، لم يكن أبدا Nifetipine التي وافقت عليها إدارة الاغذية والعقاقير لعلاج كثرة الخلايا البدينة.

في حالات نادرة في كثرة الخلايا البدينة التي هي سرطانية أو ما يرتبط بها مع اضطراب الدم، والمريض قد تضطر إلى استخدام الستيرويد ق و/ أو العلاج الكيميائي. imatinib أو Glivec (جليفيك) تم العثور على رواية وكيل لتكون فعالة في أنواع معينة من كثرة الخلايا البدينة.
وهناك التجارب السريرية الجارية حاليا تجارب الخلايا الجذعية كشكل من أشكال العلاج.
هناك مجموعات دعم للأشخاص الذين يعانون من كثرة الخلايا البدينة. يمكن أن يكون إشراك العلاجية عاطفيا بالنسبة لبعض المرضى.

## الأبحاث
لأمراض الحساسية والأمراض المعدية NIAID () علماء المعهد الوطني تم دراسة وعلاج المرضى الذين يعانون من كثرة الخلايا البدينة لعدة سنوات في المعاهد الوطنية لل() السريرية مركز الصحة المعاهد الوطنية للصحة.
تشمل تحسين بعض التقدم في البحوث الأكثر أهمية لهذا الاضطراب النادر تشخيص مرض الخلية البدينة وتحديد عوامل النمو والآليات الوراثية المسؤولة عن زيادة إنتاج الخلايا البدينة. الباحثون حاليا على تقييم النهج لتحسين طرق لعلاج كثرة الخلايا البدينة.
العلماء أيضا وتركز على تحديد الطفرات الأمراض المرتبطة (التغيرات في الجينات). وقد حدد العلماء المعاهد الوطنية للصحة بعض الطفرات، مما قد يساعد الباحثين على فهم أسباب كثرة الخلايا البدينة، وتحسين التشخيص، وتطوير علاجات أفضل.

## الروابط الخارجية
- كثرة الخلايا البدينة المجتمع، وشركة
- Mastokids.org
- كثرة الخلايا البدينة دعم المملكة المتحدة

قالب:Myeloid malignancy
قالب:Congenital malformations and deformations of integument